# The First Protector
The First Protector sau Earth: Final Conflict: First Protector este un roman științifico-fantastic scris în 1999 de  scriitorul nord-irlandez James White. Scriitorul a murit de un accident vascular cerebral la 23 august 1999, în timp ce romanele sale Double Contact și The First Protector erau pregătite pentru publicare.
Este al doilea roman din seria Gene Roddenberry's Earth: Final Conflict, după The Arrival (1999) de Fred Saberhagen. Romanul The First Protector a apărut în 2000 la editura Tor.